# Thomas Price (remer)
Thomas Price   (Long Branch, 28 de maig de 1933) és un remer estatunidenc, ja retirat, que va competir durant la dècada de 1950.
El 1952 va prendre part en els Jocs Olímpics d'Estiu de Hèlsinki, on guanyà la medalla d'or en la prova del dos sense timoner del programa de rem. Va fer parella amb Charles Logg. En el seu palmarès també destaca una medalla de plata als Jocs Panamericans de 1955 en el dos sense timoner.